# Charlie Bazzano
Charles Frederick „Charlie“ Bazzano (* 10. Oktober 1923 in Morano sul Po, Italien; † 9. Januar 2014 in Cronulla) war ein australischer Radrennfahrer und nationaler Meister im Radsport.

## Sportliche Laufbahn
Bazzano war im Bahnradsport aktiv. In Italien geboren, kam er im Alter von drei Jahren mit seiner Familie nach Australien. 1948 war er Teilnehmer der Olympischen Sommerspiele in London. Im Sprint belegte er den 4. Platz. Er unterlag Axel Schandorff im Finale um die Bronzemedaille.
Von 1944 bis 1948 gewann er sieben nationale Titel im Bahnradsport und wurde siebenmaliger Sprintmeister von New South Wales. Bazzano nahm auch an den Commonwealth Games 1950 in Auckland teil und belegte im Sprint den fünften Platz. Später war er Trainer im Radsport in New South Wales.